# Відкрита робототехніка

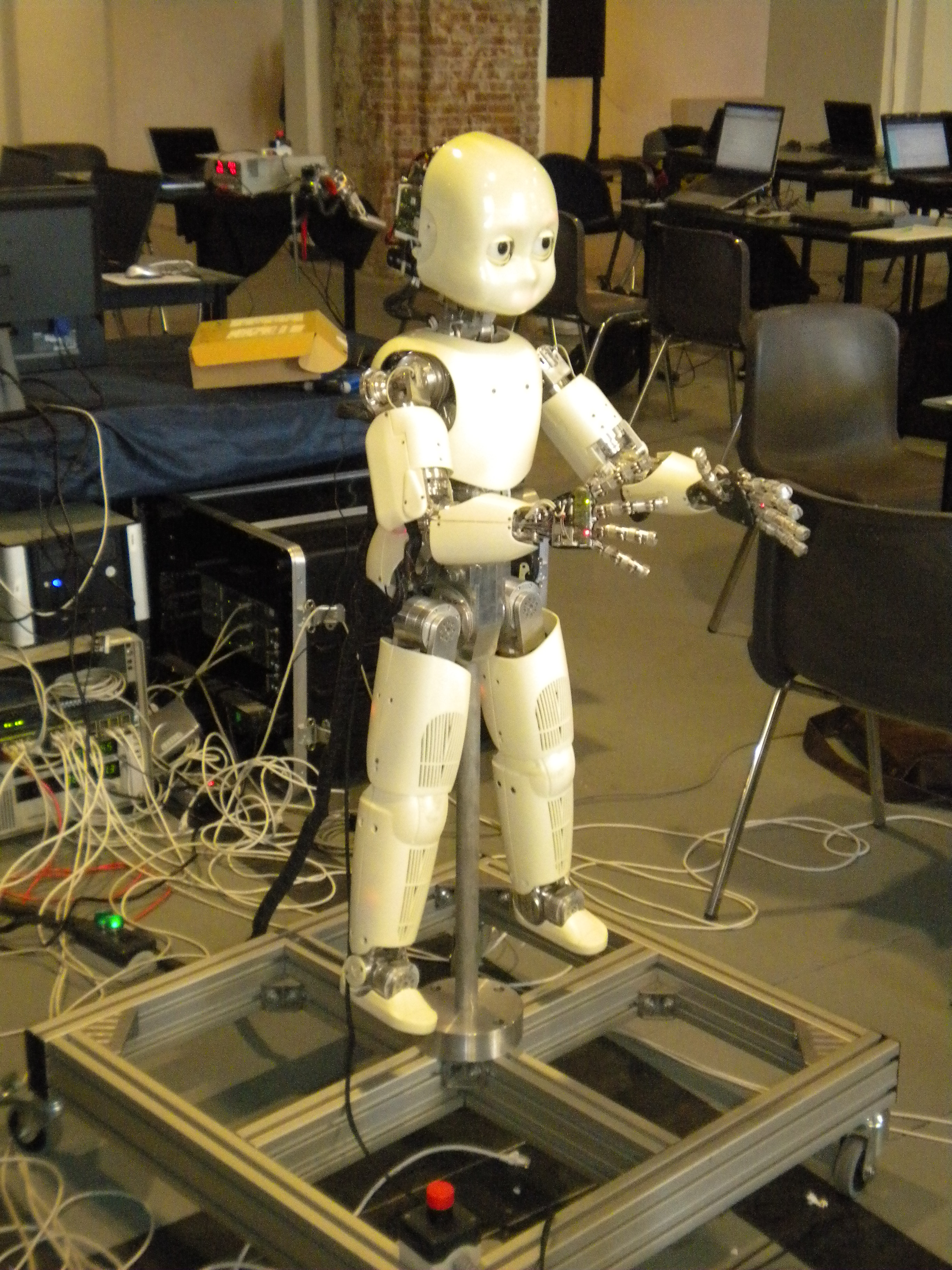
Робот iCub з відкритим кодом, встановлений на опорній рамі. Робот має зріст 104 см і важить близько 22 кг

Робототехніка з відкритим кодом (OSR, англ. open-source robotics) — це рух відкритого проєктування, що відтворює фізичні властивості суб'єкта. Ця галузь робототехніки використовує апаратне забезпечення з відкритим кодом і безкоштовне програмне забезпечення з відкритим кодом, надаючи копії креслень, схем та вихідних кодів. Цей термін зазвичай означає, що інформацію про апаратне забезпечення легко розпізнати, щоб інші могли створити її зі стандартних компонентів та інструментів. Ця течія тісно пов'язується з культурою виробників і відкритою наукою.

## Переваги
- Довгострокова доступність. Багато роботів і компонентів із закритими кодами, особливо на рівні любителів, розробляються і продаються крихітними стартапами, які можуть раптово зникнути, залишаючи клієнтів без підтримки. Системи з відкритим кодом гарантують, що їхні проекти будуть доступними назавжди, тому спільноти користувачів можуть і продовжують підтримувати навіть після зникнення виробника з ринку.
- Уникнення замкнутості на одному постачальнику. Компанія, яка покладається на будь-який конкретний компонент із закритим кодом, наражає себе на бізнес-ризику того, що постачальник може підвищити ціни після того, як вони проінвестували час і технології розробивши компонент. Відкрите обладнання може виробляти будь-хто, створюючи конкуренцію або, принаймні, потенціал для конкуренції, що усуває цей ризик.
- Взаємнозамінне програмне та/або апаратне забезпечення із загальними інтерфейсами.
- Можливість модифікувати та легше створювати нові версії.
- Наукова відтворюваність — гарантує, що інші лабораторії зможуть повторити та розширити роботу, що призведе до збільшення впливу, цитування та репутації виробника.
- Нижча вартість. Витрати на робота можна значно знизити, якщо всі компоненти та інструменти є доступними товарами. Жоден продавець компонентів не може викупити проект, підвищивши ціну на критичний компонент, оскільки компоненти конкуруючих постачальників можна легко замінити.

## Недоліки
- Для комерційних організацій використання власних розробок із відкритим кодом означає, що вони більше не можуть отримувати великі прибутки завдяки традиційній інженерній бізнес-моделі, виступаючи як монопольний виробник або продавець, оскільки відкритий дизайн може виготовляти та продавати будь-хто, включаючи прямих конкурентів. Прибуток від інженерії може надходити з трьох основних джерел: проєктування, виробництво та підтримка. Як і в інших бізнес-моделях з відкритим кодом, комерційні розробники зазвичай отримують прибуток завдяки асоціації з брендом, який все ще може бути торговою маркою. Цінний бренд дає їм змогу отримати надзвичайну ціну для продукції власного виробництва, оскільки вона може асоціюватися з високою якістю та надавати клієнтам гарантію якості. Той самий бренд також отримує надбавку за супутні послуги, такі як забезпечення встановлення, обслуговування та підтримки інтеграції продукту. Знову ж таки, клієнти зазвичай платять більше за знання того, що цю підтримку надає безпосередньо оригінальний розробник, який знає продукт краще, ніж конкуренти.
- Деякі клієнти асоціюють відкритий код із дилетантством, хакерською спільнотою, низькою якістю та поганою підтримкою. Серйозним компаніям, які використовують цю бізнес-модель, може знадобитися більше працювати, щоб подолати це сприйняття, підкреслюючи свій професіоналізм і бренд, щоб відмежуватися від аматорських зусиль.

## Приклади
Неповний список роботів з відкритим кодом:
- Plen2 [Архівовано 18 грудня 2021 у Wayback Machine.]
- Eiro robot [Архівовано 2 листопада 2021 у Wayback Machine.]
- Poppy [Архівовано 12 листопада 2021 у Wayback Machine.]
- Complete humanoid robot inmoov [Архівовано 1 січня 2022 у Wayback Machine.]

## Популярність
Першу ознаку, що популярність самостійно-створених роботів зростає можна знайти в спільноті DIY. Те, що почалося з невеликих змагань для дистанційно керованих роботів (напр. роботи бою), незабаром розвинулося до створення автономних роботів телеприсутності, таких як Sparky, [Архівовано 8 червня 2019 у Wayback Machine.] а потім справжніх роботів, які здатні самостійно приймати рішення) (напр. Open Automaton Project, The Leaf (AI) Project) . Деякі комерційні компанії зараз виробляють набори для виготовлення простих роботів.
Постійною проблемою в спільноті створення роботів були проекти, особливо на Kickstarter, які обіцяли повністю відкрити своє апаратне забезпечення, а потім відмовилялися від цієї обіцянки, як тільки отримували фінансування та прибуток, будучи єдиним виробником і продавцем.
Популярні програми включають:
- побутові завдання: прибирання пилососом, миття підлоги та автоматизоване косіння[2][3];
- використання RepRaps та інших 3D-принтерів для швидкого створення прототипів, мистецтва, виробництва іграшок, навчальних посібників та відповідних технологій з відкритим кодом;
- автоматизація металоконструкцій;
- створення електронних схем (друк та розміщення компонентів друкованих плат);
- транспорт, тобто самокеровані транспортні засоби;
- бойові роботи, включаючи керовані вручну та автономні змагання.